# Atletismo nos Jogos Pan-Americanos de 1999 - Revezamento 4x100 m feminino
A prova do revezamento 4x100 m feminino nos Jogos Pan-Americanos de 1999 foi realizada em 30 de julho de 1999.

## Medalhistas
| Ouro                                                                       | Prata                                                                              | Bronze                                                                          |
| JAM Jamaica Peta-Gaye Dowdie Kerry-Ann Richards Aleen Bailey Beverly Grant | USA Estados Unidos Shelia Burrell Passion Richardson Angela Williams Torri Edwards | CUB Cuba Misleidys Lazo Idalia Hechavarría Mercedes Carnesolta Virgen Benavides |

### Final
| Posição          | Nação              | Nomes                                                                     | Tempo | Notas |
| ---------------- | ------------------ | ------------------------------------------------------------------------- | ----- | ----- |
| Medalha de ouro  | JAM Jamaica        | Peta-Gaye Dowdie, Kerry-Ann Richards, Aleen Bailey, Beverly Grant         | 42.62 | PR    |
| Medalha de prata | USA Estados Unidos | Shelia Burrell, Passion Richardson, Angela Williams, Torri Edwards        | 43.27 |       |
| 3                | CUB Cuba           | Misleidys Lazo, Idalia Hechavarría, Mercedes Carnesolta, Virgen Benavides | 43.52 |       |
| 4                | CAN Canadá         | Philomena Mensah, Angela Bailey, Tara Perry, Venolyn Clarke               | 43.73 |       |
| 5                | COL Colômbia       | Mirtha Brock, Norfalia Carabalí, Felipa Palacios, Patricia Rodríguez      | 43.86 |       |
| 6                | ECU Equador        | Zulay Nazareno, Maritza Valencia, Ondina Rodríguez, Ana Mariuxi Caicedo   | 46.86 |       |